# Robert Bouchery
Robert Bouchery, né le 9 novembre 1920 à La Mure (Isère) et mort le 10 octobre 1996, est un magistrat français.

## Parcours
Robert Bouchery commence sa carrière en 1942 comme avocat. Entré dans la magistrature en 1944, il est nommé substitut du procureur de la République à Valence, puis à Lyon. En 1969, il est nommé premier substitut à Paris, devenant en 1976 procureur-adjoint. Entre 1978 et 1983, il est conseiller à la Cour de cassation. En 1982, il est nommé procureur de la République de Paris par le garde des Sceaux, Robert Badinter, en succédant à Christian Le Gunehec qui est nommé conseiller à la Cour de cassation. Le 22 février 1984, il succède à Pierre Arpaillange, nommé premier parquetier de France, au poste de procureur général près la cour d'appel de Paris.
Pour Pierre Drai, à l'époque premier président de la cour d'appel de Paris, Robert Bouchery a été un « chef du parquet lucide, tolérant, responsable », soucieux « d'une justice humaine faite de compréhension du possible et du raisonnable ».
Il est admis à faire valoir ses droits à la retraite à faire date du 31 décembre 1986. Le 24 août 1988, il est nommé conseiller d’État en service extraordinaire. Le 30 octobre 1990, le ministre de l'Intérieur, Pierre Joxe, lui demande un rapport sur la création d'un Conseil supérieur de l'activité policière, dont les conclusions ont inspiré la réforme engagée deux ans plus tard par Paul Quilès, successeur de Joxe à la Place Beauvau. Le 23 avril 1992, le Premier ministre, Pierre Bérégovoy, lui confie la présidence de la Commission de prévention de la corruption. Cette commission propose, en décembre 1992, de mettre l'accent sur la déontologie, notamment par la rédaction de codes, d'étendre les obligations de patrimoine à tous les décideurs publics et d'en assurer la publicité, enfin de modifier certaines des règles de passation des marchés publics. Par conséquent, une loi créant un service central de prévention de la corruption, encadrant le financement des campagnes électorales et des partis politiques et établissant des règles de transparence en matière de marchés publics, est adoptée le 29 janvier 1993.

## Distinctions
- Grand officier de la Légion d'honneur, le 1er janvier 1993[8].

## Pour approfondir